# Free African Society

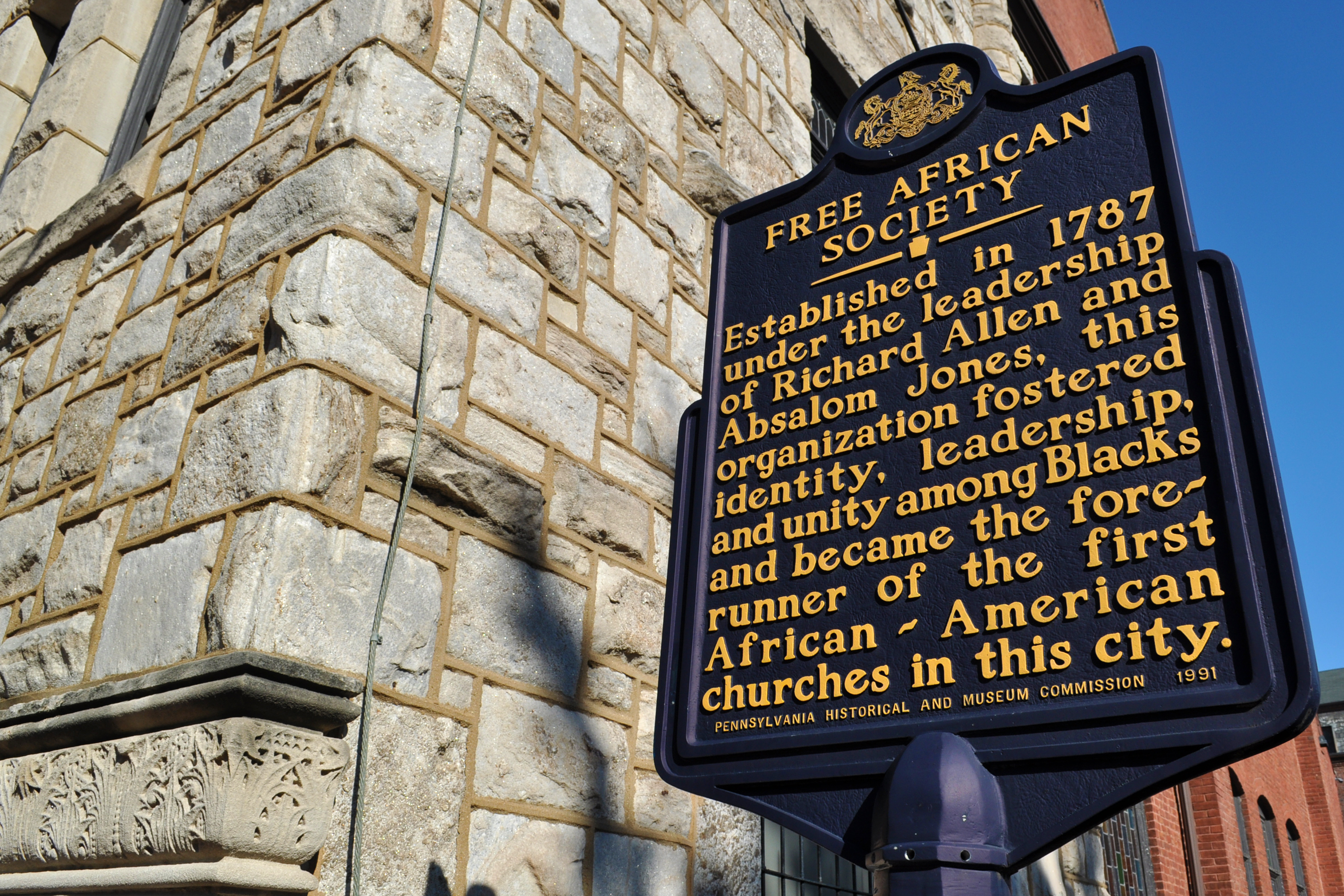
Free African Society

La Free African Society, fondée en 1787, est une société qui organise des services religieux et fournit une assistance aux « Africains libres et à leurs descendants » à Philadelphie, Pennsylvanie. La Société est fondée par Richard Allen et Absalom Jones,,,,. C'est la première institution religieuse afro-américaine de la ville et elle conduit à la création des premières églises noires indépendantes aux États-Unis,.
Les membres fondateurs, tous des Afro-Américains libres, comprenaient Samuel Baston, Joseph Johnson, Cato Freedman, Caesar Cranchell, James Potter et William White,. Les membres notables comprenaient des abolitionnistes afro-américains tels que Cyrus Bustill, James Forten et William Gray.

## Contexte
La Free African Society (FAS) se développe dans le cadre de l'après guerre d'indépendance américaine. C'est la première société d'entraide noire à Philadelphie. La ville est un centre croissant de Noirs libres, attirés par ses emplois et autres opportunités. En 1790, la ville compte 2 000 résidents noirs libres, un nombre qui continuait d'augmenter. Au cours des deux premières décennies après la guerre, inspirés par les idéaux révolutionnaires, de nombreux esclavagistes libèrent leurs esclaves, en particulier dans le Upper-South. Les États du Nord ont largement aboli l'esclavage. De nombreux affranchis ont émigré à Philadelphie depuis les zones rurales de Pennsylvanie et du Sud, c'était un centre croissant de la société noire libre. De plus, leur nombre a été augmenté par des personnes de couleur libres réfugiées de la Révolution haïtienne à Saint-Domingue, ainsi que par des esclaves fugitifs fuyant le Sud.              